# Li Dongsheng (homme d'affaires)
Pour les articles homonymes, voir Li.
Li Dongsheng, né en juillet 1957, est un homme d'affaires et un homme politique chinois, membre du Comité central du Parti communiste chinois entre 2002 et 2007.

## Biographie
Li Dongsheng revient à Huizhou, après ses études, pour y créer la société d'électronique TTK. En 1984, il s'installe à Hong Kong, TTK devient TCL Corporation et Li Dongsheng en devient le président. En 2004, la branche télévision de Thomson et la branche téléphonie mobile d’Alcatel sont rachetées par TCL.